# UTC+13:45
Giờ UTC+13:45 là múi giờ được dùng cho Quần đảo Chatham như giờ tiết kiệm ánh sáng ngày (xem giờ tại New Zealand)